# 2009年北朝鮮によるアメリカ人記者拘束事件

ユナ・リーとローラ・リンが北朝鮮軍によって拘束された。

2009年北朝鮮によるアメリカ人記者拘束事件（2009ねんきたちょうせんによるアメリカじんきしゃこうそくじけん）は、2009年3月17日、朝鮮民主主義人民共和国の兵士が、アメリカ合衆国の独立系ケーブルテレビ『カレントTV』で働く2人のアメリカ人ジャーナリスト、ユナ・リー（英：Euna Lee）とローラ・リン（英：Laura Ling）を拘束した事件。2人はビザなしで中華人民共和国より北朝鮮へ越境していたとされる。2009年6月、2人は不法入国の罪で有罪になり、12年間の強制労働を宣告されたが、同年8月4日、元大統領のビル・クリントンが公表なしで北朝鮮を訪問し、その翌5日、北朝鮮の指導者金正日は2人に恩赦を与え、2人はクリントンらとともにアメリカに帰国した。

## 背景

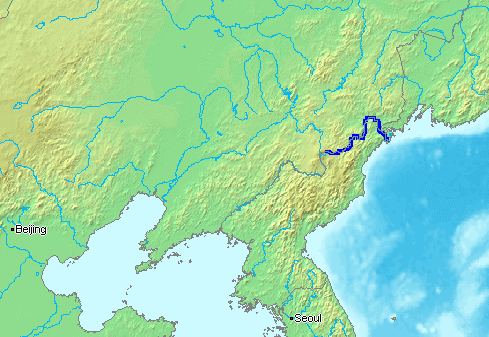
2人が逮捕された中朝国境の豆満江。

韓国系アメリカ人のユナ・リーと中国系アメリカ人のローラ・リンは、カリフォルニア州サンフランシスコに拠点を置く『カレントTV』のジャーナリストであった。リーはチャンネルのニュース編集者であり、リンはagency's reportersの一人だった。ローラ・リンは、『オプラ・ウィンフリー・ショー』及び『CNN』の特派員を務めるリサ・リンの妹である。リサは、2005年に『ナショナル ジオグラフィック エクスプローラー 』で、自身がジャーナリストであることを明らかにせずに入国した北朝鮮についてのドキュメンタリーを制作している。その際、2人の男性記者、アメリカ人カメラマン（Mitch Koss）と朝鮮族である中国国民のガイドが同伴した。
2005年にナショナルジオグラフィックのドキュメンタリー『Inside North Korea』でインタビューを受けた、難民支援団体ドュリハナのチョン・ギウォン牧師は、2人の中国への旅の計画を手助けしていた。中国に到着した後、チョンはリーとリンを、仕事の間2人にガイドとして仕え付き添う中国国民の朝鮮族のKim Seong-cheol（朝：김성철）を紹介した。

## 逮捕と裁判
3月18日、匿名の外交筋の情報が、韓国の『聯合ニュース』に引用されこう報じられた。「アメリカを拠点にするインターネットニュースメディア放送局で働く、韓国系アメリカ人を含んだ2人の記者が、北朝鮮当局によって今週初めに拘束され、拘留されたままだ（Two reporters working for a US-based Internet news media outlet, including a Korean American, were detained by North Korean authorities earlier this week, and they remain in custody there.）」。リポートによれば、ジャーナリストは、国境を渡ることについて北朝鮮軍に何度も警告されていた。2人は豆満江で逮捕されたとき、女性の人身売買を取材して、中国と北朝鮮の国境地帯でビデオを撮影していたと言われている。そして朝鮮人民軍の2人の兵士、ソン・ヨンホ（英：Son Yong-ho）とKim Cholに捕らえられた。ガイドのKim Seong-cheolとカメラマンのMitch Kossは逮捕から逃れられたが、その後中国の公安当局に逮捕された。Kossはその後すぐに中国を出国した。
3月のインタビューの中で、チョンは、2人の記者がガイドの案内で北朝鮮の領土に侵入したのかもしれないと推測した。しかしながら、韓国のテレビ局『YTN』は、北朝鮮の警備隊が中国側から北朝鮮を撮影していた記者に撮影を止めるよう命じ、中国へ国境をまたいで命令に従わなかった記者を逮捕したと報じた。2015年4月23日、ローラ・リンは自身で『Seeker Stories』と呼ばれるユーチューブチャンネル上で話を公開した。彼女は、中国東北部の国境で脱北者について取材するために北朝鮮を撮影していたと述べた。他のクルーとともに凍った豆満江に沿って撮影していた時、北朝鮮兵士に追跡されていたという。最終的に北朝鮮兵士に殴られて意識を失い、北朝鮮側に引きずり込まれたといい、投獄された。
3月30日、北朝鮮国営通信の朝鮮中央通信社（KCNA）は、起訴と裁判の準備が進行中であることを報じ、「アメリカの記者のDPRK（朝鮮民主主義人民共和国）への不法入国と敵対行為の容疑は、証拠と2人の供述によって裏付けられている（"The illegal entry of US reporters into the DPRK (Democratic People's Republic of Korea) and their suspected hostile acts have been confirmed by evidence and their statements."）」とした。そして6月4日、2人の裁判が始まった。

## 判決と投獄
6月8日、北朝鮮メディアは、2人の記者が不法入国で有罪になり、続いて12年間の強制労働刑を宣告されたと報じた。北朝鮮の刑務所の状況は「非常に過酷」と描写されている。脱北者は、北朝鮮の収容所の囚人は、暴露、拷問（水拷問を含む）、日常的な飢餓、即決処刑、毎日の殴打、証拠なしでの加重刑にさらされていると主張している。裁判の後に続いて、KCNAは北朝鮮の家の中庭に現れたとされるリーとリンを撮った映像を放送した。また、リーとリンが「北朝鮮を中傷するドキュメンタリー」を制作し放送する意図を持って北朝鮮の領土に入ったと捜査で証明され、さらに2人が「犯罪行為」を犯したと認めたと報じた。リサ・リンは7月9日に声明を読み、妹（ローラ）が実際に北朝鮮の法を破ったこと、2人で最近に3度電話で会話したことを明らかにした。
アメリカは北朝鮮と国交がないため、2国間の連絡は平壌のスウェーデン大使マッツ・フォワイエを経由して行われた。彼は2人の記者を訪ねたこともあった。一方、ジョージア大学政治学教授の朴漢植は、2人の釈放の交渉をするために北朝鮮を訪れたが、ヒラリー・クリントンは朴がアメリカ政府の代理として行ったのかは明確にしなかった。朴は2人の記者はゲストハウスに留まっており、まだ刑務所に移送されていなかったと述べた。

### 反応

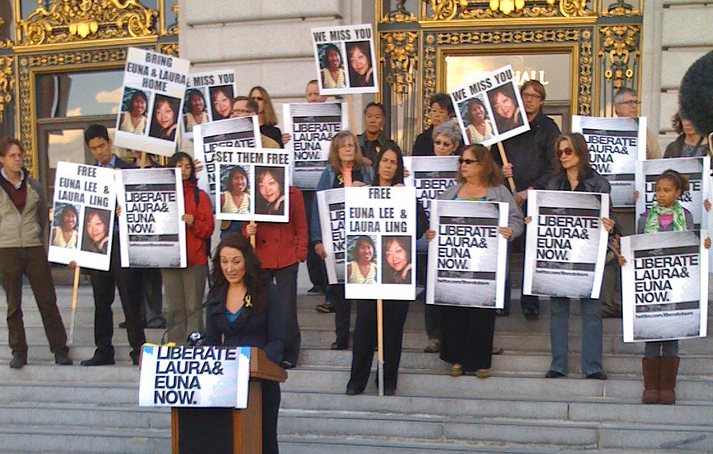
2009年6月3日のアメリカ全土におけるリンとリーのための夜通しの抗議活動。

国境なき記者団は、この裁判と判決について「見せしめ裁判」であると描写した。
アメリカ合衆国国務長官のヒラリー・クリントンは当初、ジャーナリストへの嫌疑は「根拠がない」と述べていた。彼女は2人の釈放の交渉をするために、北朝鮮に特使を送ることを検討していた。しかし、その後に国務省は北朝鮮に対して2人への「恩赦」を要請すると報道された。『ワシントン・ポスト』はこれを、2人が実際に犯罪を犯したとアメリカ政府が認めたと解釈した。なお、国務省はこれまで「人道的な」見地から釈放を求めていた。また、カレントTVの共同創設者で元アメリカ合衆国副大統領のアル・ゴアも北朝鮮を訪ねることが検討された。
韓国の研究所である韓国国防研究院（KIDA）のキム・テウによると、北朝鮮による核開発の計画に関する継続中の交渉において「ジャーナリストは、北に対する彼らの政府の影響力をかなり弱めた」。ソウルのアメリカ大使館副館長のウィリアム・スタントンは、伝えられるところによれば、4月8日に、韓国を訪れていた数人のアメリカ合衆国議会スタッフに対して行ったコメントの中で、2人の記者を「バカ」とキムと同様であるがより強い表現をし、そして2人の逮捕は「より大きな問題から注意をそらすもの」であったと論じた。スタンソンの客の一人は彼の発言にひどく動揺し、議員へ苦情のメモを記した。それは広い議論を引き起こした。
人権や宗教の関係者を含む他の韓国人も同じく、リーとリンを、取材の対象者を危険に晒していると非難した。中国で脱北者の支援プログラムを行ってきたキリスト教牧師Lee Chan-wooは、3月19日に中国警察に自宅を捜査されたのち、4月に国外退去された。彼が運営していた5つのセーフハウスも閉鎖された。

## ビル・クリントンの訪朝
元アメリカ大統領のビル・クリントンは、発表なしで2009年8月4日に平壌の訪問を行った。クリントンには、彼のパーソナルの医師ロジャー・バンド（英：Roger Band）、ダグ・バンド、ジャスティン・クーパー、元アメリカ合衆国大統領首席補佐官のジョン・ポデスタ、デイビット・ストラウブ（英：David Straub）が同伴した。クリントンとその代表団は、北朝鮮の指導者金正日と写真に写るときに、笑顔またはしかめっ面そのどちらともしないように指導された。北朝鮮の国営通信社朝鮮中央通信（KCNA）は、クリントンの到着の理由を発表しなかったが、西側や韓国のメディアは、クリントンは2人の釈放を交渉するために平壌を訪問したのだろうと推測した。ホワイトハウスの報道官ロバート・ギブスは、クリントンの訪問は「2人のアメリカ人の釈放を確実なものにするための単なる私的な任務」であることを確認した。
クリントンは20時間を北朝鮮で過ごし、金正日との会談も行った。KCNAによると、クリントンは金に口頭でバラク・オバマ大統領からのメッセージを伝えた。ただ、ロバート・ギブスは、クリントンがオバマ政権の何らかのメッセージを伝えたということを否定した。クリントンと金は「多項目に及ぶ共通の関心事についての意見交換」を含んだ「徹底的な対談」を行ったとKCNAが報じた。KCNAは、朝鮮民主主義人民共和国国防委員会がクリントンに祝意を表して晩さん会を主催したとも報じた一方、そのレセプションで何が話し合われたのかについては詳しく入り込まなかった。8月5日の早朝、KCNAは、金正日がリーとリンに恩赦を与えたと発表した。

KCNAはこの訪問を説明するとして、以下のような声明を公開した。
元アメリカ大統領ビル・クリントンとその一団が、8月4日から5日にかけて北朝鮮を訪問した。朝鮮労働党総書記で国防委員会委員長を務める金正日は彼らと会談した。滞在中にクリントンと一団は、最高人民会議常任委員会委員長の金永南を表敬訪問した。
クリントンは金正日に、2人のアメリカ人記者が北朝鮮に不法に侵入し、敵対的な行動を起こしたことについて心の底からの謝罪の言葉を述べた。クリントンは金正日に、人道的な観点からの寛大なる恩赦と帰国というアメリカ政府の切な願いを丁重に伝えた。また、会談では北朝鮮とアメリカ間の未解決の問題について真剣な雰囲気の中、率直で徹底的な議論が行われ、交渉による解決を模索することで合意に達した。  
金正日は、社会主義憲法103条に則って重労働を宣告された2人のアメリカ人記者に対して特赦を与え釈放するという、北朝鮮国防委員会委員長の命令を発布した。クリントンは丁寧に、バラク・オバマ大統領の、深く感謝を表し、2国間の関係を改善する方法について意見を映した伝言を伝えた。

アメリカ人記者を釈放するためにとった措置は、人道的で平和を愛好する北朝鮮の方策の現れである。クリントンと一団の北朝鮮訪問は、北朝鮮とアメリカの相互理解を深め、2国間の信頼を築くことに貢献するだろう。

## 帰還と余波
北朝鮮による拘束から解放された後、リーとリンは、クリントンとその代表団とともに、ハリウッドのプロデューサーでクリントンの友人であるスティーブ・ビングの会社「シャングリラエンターテイメント」が所有するボーイング737でロサンゼルスに帰った。彼らは、8月5日の現地時間（UTC-7）で午前6時前にボブ・ホープ空港に降り立った。家族や友人、アル・ゴアらと会した。リンはメディアに対し、強制収容キャンプに送られることはなかったが、送られることを怯えながら過ごしたことを確認した。 

ローラ・リンは空港で語り、オバマ大統領やクリントン元大統領、クリントン国務長官、ゴア副大統領、他の愛する人々に感謝を述べた。また、以下のようにも語った。
30時間前、ユナ・リーと私は北朝鮮で拘束された身でした。私たちはいつ強制収容キャンプに送られるのかという不安でいっぱいだったのですが、突然、会議に行くよう言われました。ある場所に連れていかれ、ドアを歩き抜けると、私たちの前にビル・クリントン大統領が立っているのが見えました。私たちは大変驚きましたが、心の中ですぐ、悪魔の生活にやっと終わりがやってきたと分かり、今自由で、ここふるさとに立っています。北朝鮮政府に恩赦を与えられたことにとても感謝しています。それに故郷にいることがとても幸せであり、今はただ再会できた家族とのプライベートな時間を静かに過ごせることを望んでいます。ありがとうございました。
ゴアは集まっていた記者らに対し、2人のジャーナリストを帰還させる努力に「大統領オバマと彼の政権の多数のメンバーが関与してきた」と話した。無名の政権関係者によると、今回の訪問は数か月前から準備されてきたものであり、またリーとリンは自分たちの家族に、北朝鮮側が明確にビル・クリントンが北朝鮮にやってくることを求めていること、そして訪問が実現すれば自分たちが解放されるであろうことを伝えていた。リンの夫であるイアン・クレイトン（英：Iain Clayton）は、平壌にクリントンを送ることが北朝鮮側のアイデアであることを確認した。
国務長官のヒラリー・クリントンは、リーとリンがアメリカに戻った時、アフリカの複数国を訪問している最中であったが、オバマ政権が家族と再会した2人のジャーナリストを見て「大変興奮している」と述べた。しかし、ビル・クリントンがリーとリンの行動についてアメリカ政府を代理して北朝鮮側に謝罪したということは否定した。オバマ政権は、ビル・クリントンの訪問が私的なもので、2人のジャーナリストについてのみであり、平壌の核兵器開発といった諸問題に関することは話し合われていないことを強調した。国務長官は「私たちは2人のジャーナリストの解放に尽力してきたが、それはまた別の問題であるとみなしていた。」と述べ、アメリカと北朝鮮との関係の未来は「本当に彼ら次第である」と締めくくった。

## 越境に関する主張
中国東北部で脱北者の間で活動していたキリスト教の宣教師は、ガイドは罠を仕掛けて「外国の賞品」であるジャーナリストを捕らえるという北朝鮮による計画に関与したと主張している。一方、上述した牧師チョンは、記者に国境地帯は避けるよう警告していたという。しかし、釈放後の声明の中で、ローラ・リンは、「とりわけチョンは私たちに川に行くなと警告したと主張しているが、実際には、彼は中国にいる私たちとずっと連絡をとっていたので私たちの計画をよく知っていたし、行くべきではないと示唆することもなかった。」と、チョンが警告したということを否定した。
アメリカに帰還した後、リンとリーは、カレントTVのウェブサイトに投稿された声明書の中で、川を渡って中国に戻る前のほんのわずかな時間だけしか北朝鮮の領土内にいなかったが、北朝鮮兵士に追われて、再び北朝鮮内に引きずり入れられたと主張した。
中国政府のよって公開された声明ではそれらの主張は却下され、北朝鮮の報告では、ジャーナリストのカメラの映像が、2人が意図的に北朝鮮に入り、お土産を持ち帰ることさえもくろんでいたと示したと断言された。2人を逮捕した北朝鮮兵士の一人Kim Cholは、北朝鮮のテレビのインタビューで、彼らは捕まった後、釈放のために私に賄賂を渡そうとしたが、その申し出を拒否したと述べた。